# Moeder Svea

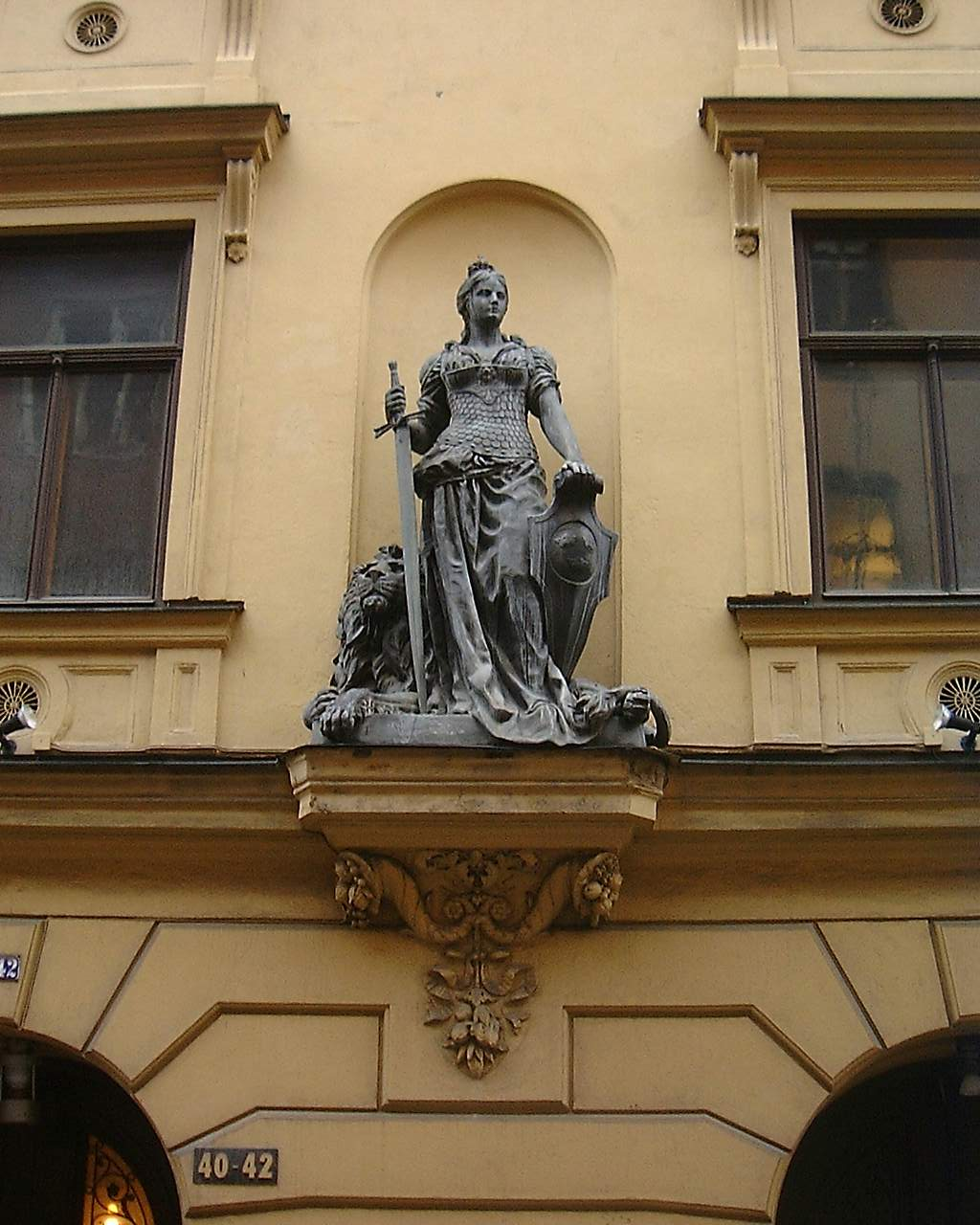
Moder Svea, Rolf Adlersparre

Moeder Svea (Zweeds: Moder Svea) is de vrouwelijke personificatie en het nationale symbool van Zweden. Ze wordt meestal afgebeeld als een krachtige vrouwelijke krijger, vaak met een schild en een leeuw. Svea is een Zweedse vrouwelijke naam, wat oorspronkelijk een meervoud genitief was met de betekenis "van de Zweden". 

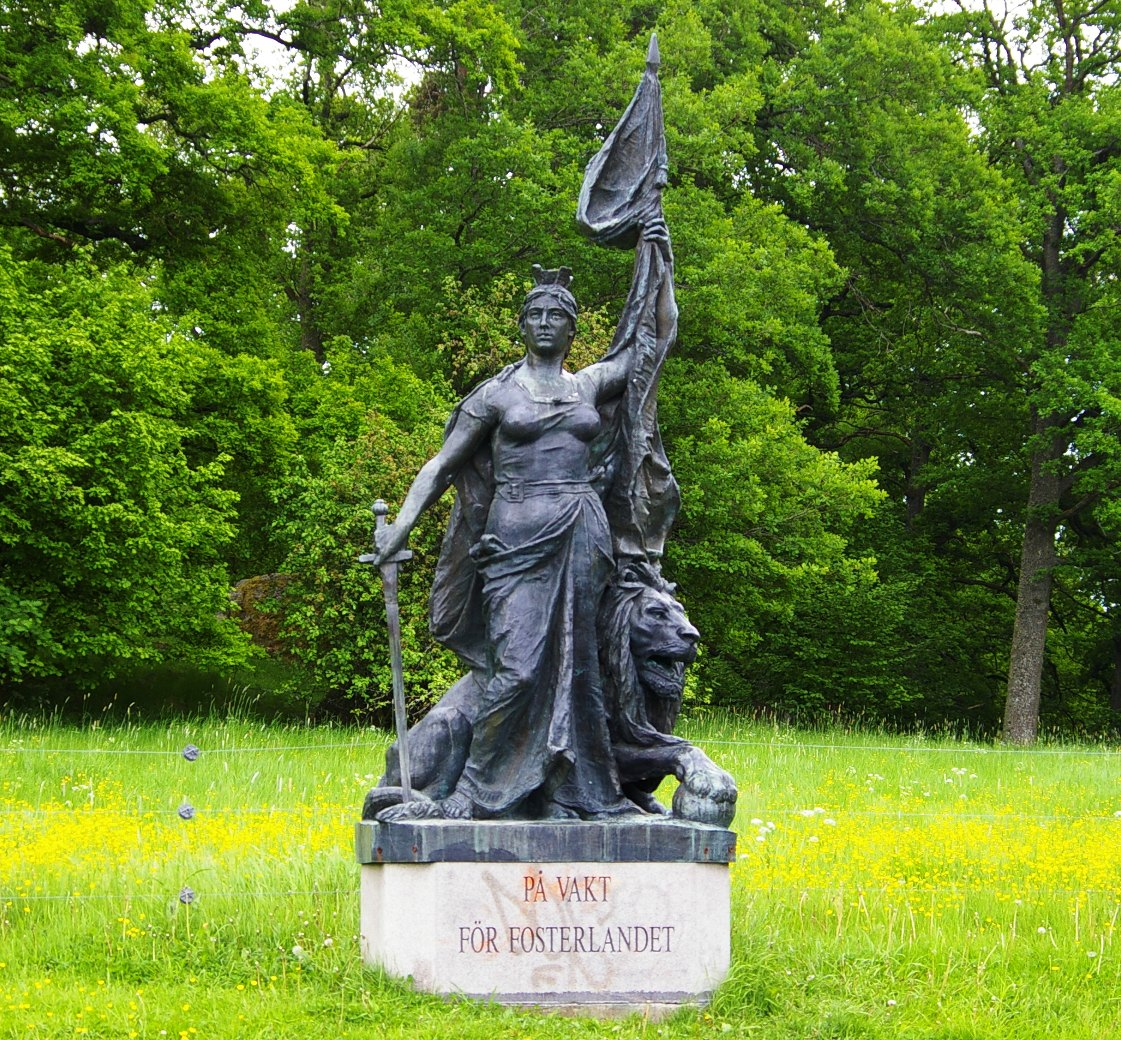
Moder Svea, Alfred Nyström (1891)

Moeder Svea is bedacht door de Zweedse schrijver Anders Leijonstedt (1649-1725) en werd voor het eerst geïntroduceerd in zijn gedicht Svea Lycksaligheets Triumph (1672).
Moeder Svea werd als patriottisch symbool pas bekend in Kunga Skald (1697), geschreven door de Zweedse dichter Gunno Eurelius (1661-1709) ter ere van koning Karel XI van Zweden. Eurelius werd later in de adelstand verheven met de naam Dahlstjerna.
Moeder Svea werd vaak gebruikt als een nationaal symbool in de 19e-eeuwse Zweedse literatuur en cultuur. Zij werd afgebeeld op diverse Zweedse bankbiljetten over een periode van meer dan zeventig jaren, zoals op de 5-kroonbiljetten, gedrukt tussen 1890-1952, en de 5-kroonbiljetten, gedrukt tussen 1954-1963.